# Jeremiah (serial telewizyjny)
Jeremiah – amerykańsko-kanadyjski serial, emitowany w Stanach Zjednoczonych w latach 2002–04.
Głównymi bohaterami serialu są Jeremiah (Luke Perry) i Kurdy (Malcolm-Jamal Warner), zaś akcja rozgrywa się w Stanach Zjednoczonych 15 lat po wielkiej zarazie, która wybiła wszystkich dorosłych, pozostawiając jedynie dzieci, które próbują na nowo zorganizować świat. Serial jest luźną ekranizacją belgijskiego komiksu pod tym samym tytułem „Jeremiah” zrealizowaną przez Joe Michaela Straczynskiego.
Pierwsza seria, licząca 20 odcinków, została wyemitowana w 2002. Druga seria, po emisji siedmiu odcinków została zawieszona w 2003. 8 ostatnich odcinków drugiej serii wyemitowano dopiero pod koniec 2004.